# Cypripedium arietinum
Cypripedium arietinum es una orquídea que es nativa de los alrededores de los Grandes Lagos en Norteamérica.

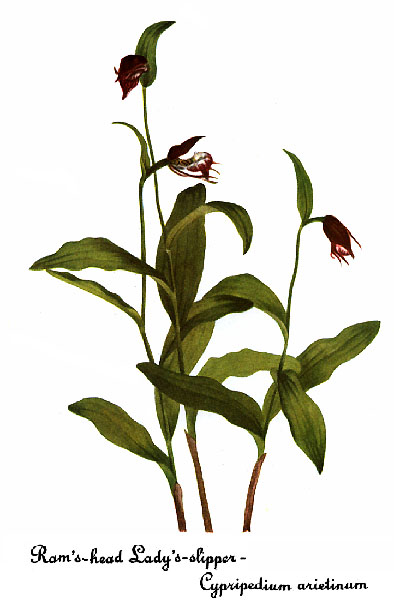
Macrosiphonia hypoleuca (Ilustración

## Descripción
La planta crece 1-4 dm, y las flores pueden alcanzar 1-2 cm. Florece a partir de mayo a junio, produciendo flores pardusco-verdes con un labio rosado y blanco.
Es difícil de cultivar, y sobrevive raramente el trasplante a un jardín de plantas silvestres.

## Conservación
Infrecuente en Ontario, rara en Manitoba, es una especie de planta  amenazada en muchas áreas dentro de su zona de difusión, incluyendo Wisconsin, Míchigan, y Saskatchewan. Se cree que puede estar extinta en Connecticut.

## Taxonomía
Cypripedium arietinum fue descrita por Robert Brown y publicado en Hortus Kewensis; or, a catalogue . . .5: 222. 1813.
Etimología
El nombre del género viene de « Cypris », Venus, y de "pedilon" = "zapato" o "zapatilla" en referencia a su labelo inflado en forma de zapatilla.
arietinum: epíteto de aries e inus = "con cabeza de carnero".
Sinonimia
- Arietinum americanum L.C.Beck
- Criosanthes arietina (R.Br.) House
- Criosanthes borealis Raf.
- Cypripedium arietinum forma albiflorum House
- Cypripedium arietinum forma biflorum P.M.Br.[3][4]